# Skrell
Skrell es un EP de la banda de thrash metal noruega Equinox, publicado en 1990.

## Lista de canciones
| N.º | Título                                       | Duración |  |
| 1.  | «Skrell»                                     |          |  |
| 2.  | «Loven slår» (Cover de Hærverk)              |          |  |
| 3.  | «Too Drunk to Fuck» (Cover de Dead Kennedys) |          |  |

## Créditos
- Grim Stene – Guitarra y voz
- Tommy Skarning – Guitarra
- Skule Stene – Bajo
- Ragnar Westin – Batería